# Austrocypraea
Genre
Synonymes
- Cypraea (Austrocypraea) Cossmann, 1903[1]

Austrocypraea est un genre de mollusques gastéropodes de la famille des Cypraeidae (les « porcelaines »). L'espèce-type est Austrocypraea contusa.

## Liste d'espèces
Selon World Register of Marine Species (29 septembre 2017) :
- Austrocypraea contusa (McCoy, 1877) †
- Austrocypraea reevei (Gray, 1832)